# پی‌ینه تاواستیا

موقعیت پَی‌ْیَنّه تاواستیا در فنلاند

پَی‌ْیَنّه تاواستیا (فنلاندی: Päijät-Häme; سوئدی: Päijänne Tavastland) یکی از منطقه‌های فنلاند در جنوب رودخانه پی‌ینه است که هم‌مرز با منطقه‌های اوسیما، تاواستیای اصلی، پیرکانما، فنلاند مرکزی، ساوونیای جنوبی و کیمنلاکسو است.